# Navghar
Navghar es una ciudad censal situada en el distrito de Raigad en el estado de Maharashtra (India). Su población es de 6603 habitantes (2011). Se encuentra  a 22 km de Bombay y a 112 km de Pune.

## Demografía
Según el censo de 2011 la población de Navghar era de 6603 habitantes, de los cuales 3468 eran hombres y 3135 eran mujeres. Navghar tiene una tasa media de alfabetización del 90,60%, superior a la media estatal del 82,34%: la alfabetización masculina es del 95,12%, y la alfabetización femenina del 85,60%.